# El Dorado Springs
El Dorado Springs è un comune degli Stati Uniti d'America, situato nello Stato del Missouri, nella contea di Cedar.